# Mateu Avellaneda i Canyadell

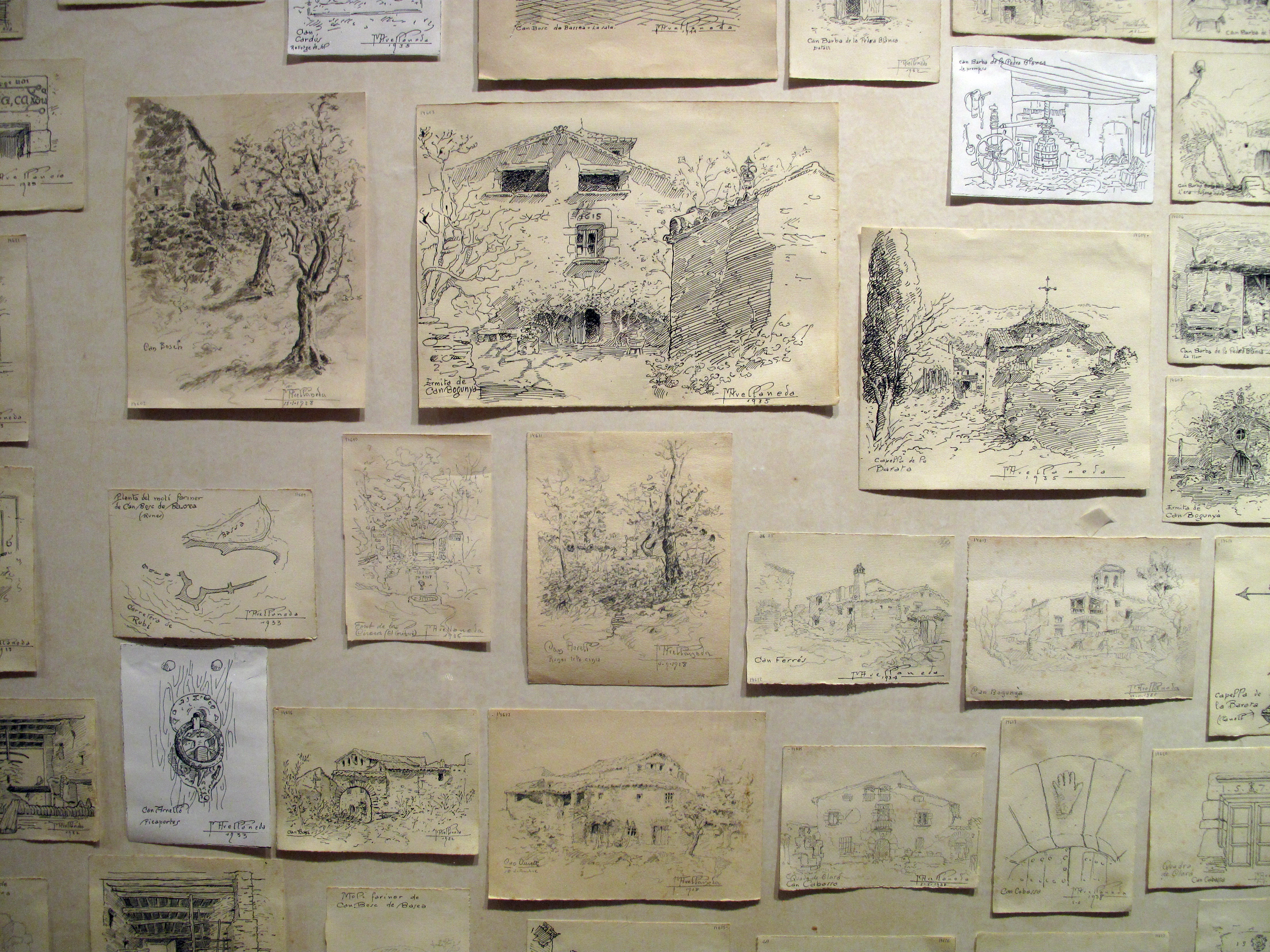
Dibuixos de Mateu Avellaneda exposats a la Casa Alegre de Sagrera (Terrassa)

Mateu Avellaneda i Canyadell (Terrassa, 24 de juny de 1902 – 23 d'agost de 1949) fou un dibuixant terrassenc que va divulgar la història de la ciutat amb les seves il·lustracions, especialment amb els seus gravats d'antics edificis desapareguts.
Va néixer al carrer de Topete núm. 171 al si d'una família de classe mitjana. Els seus pares foren Ramon Avellaneda, de Sant Julià d'Altura, i Irene Canyadell, de Terrassa. Estudià belles arts, i fou aprenent de l'escultor Cèsar Cabanes. Seguí el mestratge de Joan Junceda i d'Apel·les Mestres; amb aquest darrer va mantenir una relació d'amistat que li va permetre reunir un fons documental actualment dipositat a la Biblioteca de Catalunya. Es casà amb Roser Mañosas i Prat el 1928. Morí el 23 d'agost de 1949, als 47 anys.

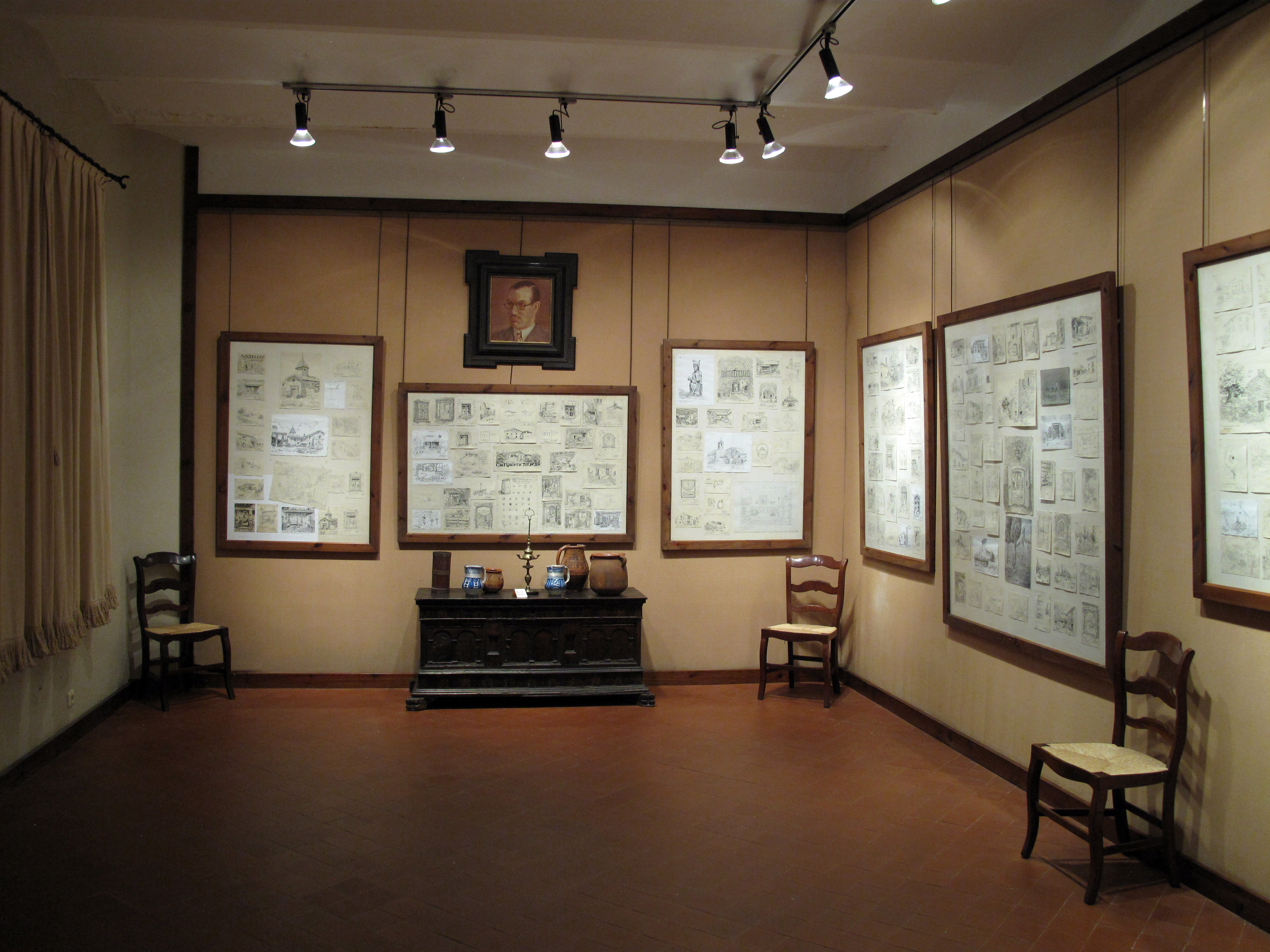
Sala Mateu Avellaneda, a la Casa Alegre de Sagrera

Va destacar com a il·lustrador de goigs i ex-libris i, sobretot, pels seus dibuixos sobre la història de Terrassa, que serviren per il·lustrar llibres com Historial del castell i quadra del Vallparadís, de Terrassa (1936) i Historia monetaria de Tarrasa (1951), ambdós de Salvador Cardús. Una bona part dels seus dibuixos de tema històric s'exposen en una sala dedicada a ell a la Casa Museu Alegre de Sagrera. Fou objecte d'una exposició antològica dels seus goigs i llibres il·lustrats per ell que li dedicà l'Ajuntament de Terrassa l'octubre del 2009.
Segons Marian Trenchs, autor de l'esbós biogràfic del dibuixant al llibre Iconografia terrassenca, obra pòstuma que recull els seus dibuixos sobre la ciutat antiga, «la seva obra quedava palpitant, unida per sempre a la ciutat, i ja no serà possible parlar d'art i d'història local sense fer referència a aquest terrassenc que ho dibuixà tot i ens deixà sense fer remor, perquè a ell no el poguessin dibuixar».